# Amba (langue bantoue)
Cet article concerne la langue bantoue. Pour la langue océanienne du même nom, voir Amba (langue océanienne). Pour les autres significations, voir Amba.
L’amba (ou kwamba, kuamba, ku-amba, rwamba, lwamba, hamba, lubulebule, ruwenzori kibira, humu, kihumu) est une langue bantoue parlée par les Ambas en Ouganda et en République démocratique du Congo.